# Hope-Diamant

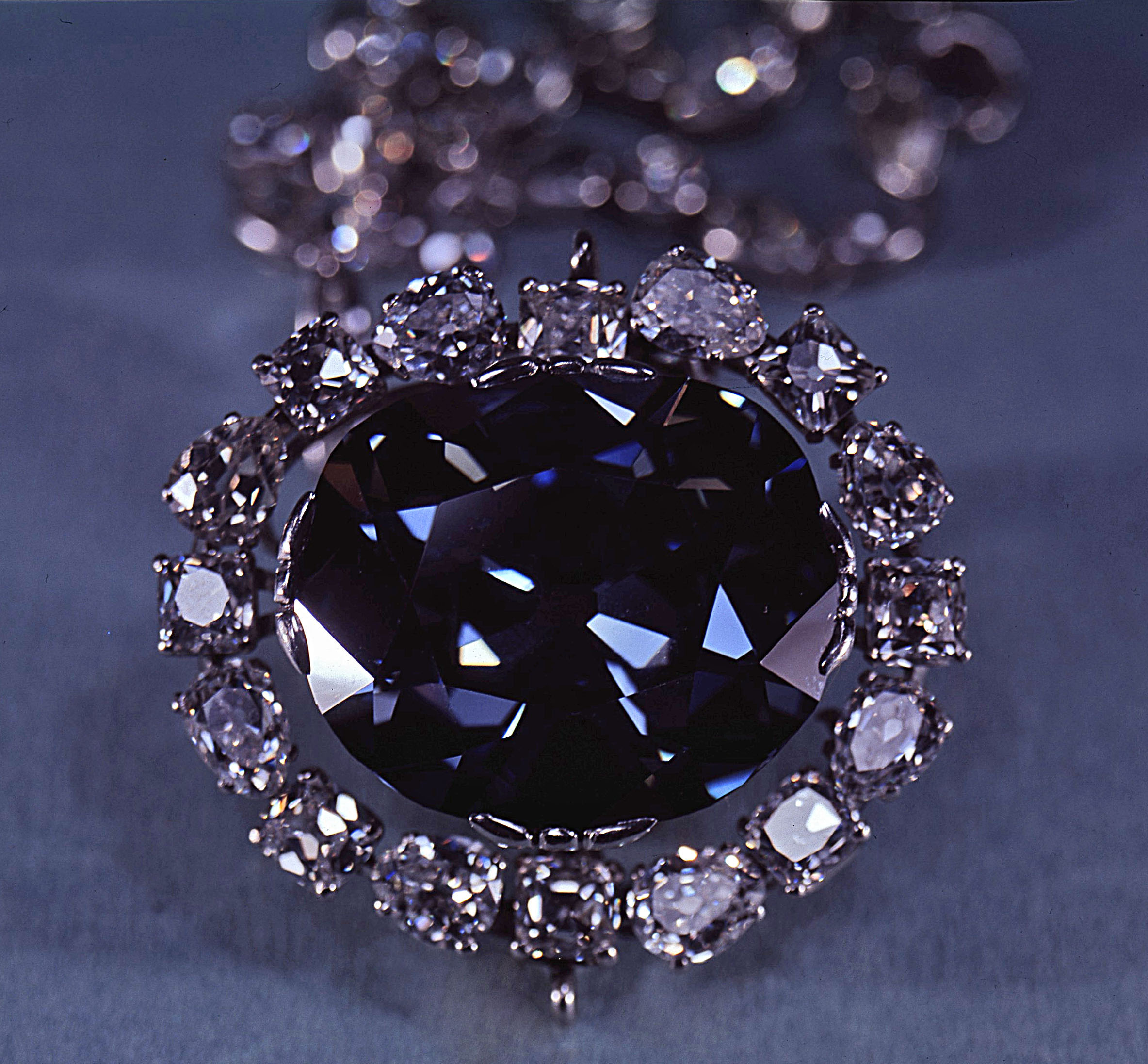
Der Hope-Diamant, 1974

Der Hope-Diamant ist einer der berühmtesten und zugleich sagenumwobensten Diamanten der Welt.

## Geschichte

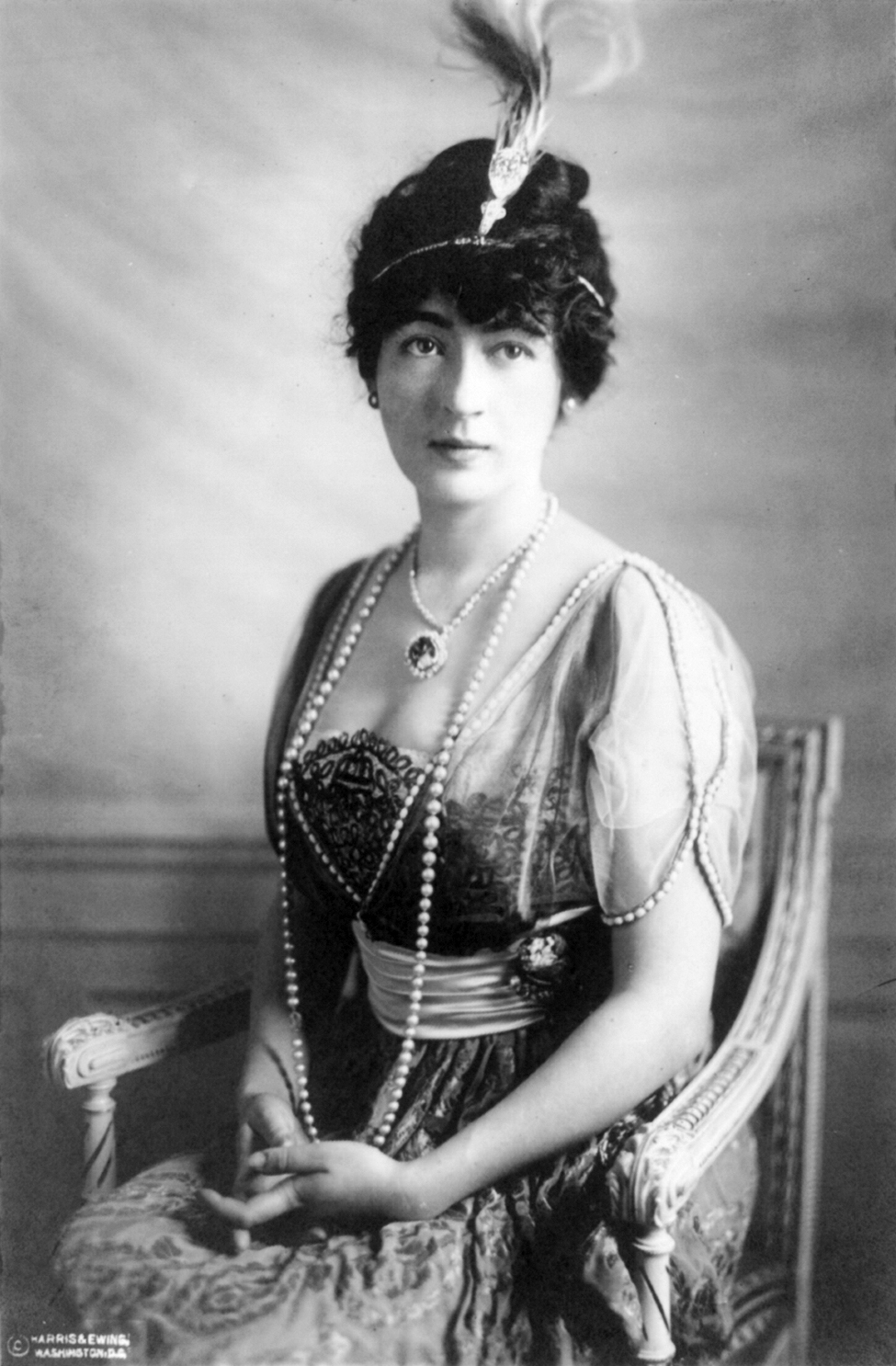
Evalyn Walsh McLean mit dem Hope-Diamanten, 1914

Der 45,52 Karat (9,104 g) schwere blaue Diamant wurde im 17. Jahrhundert von dem Kaufmann Jean-Baptiste Tavernier in einem Nebenfluss des Kooleron (Guntur, Andhra Pradesh, Indien) gefunden. Vermutlich gelangte er 1668 in den Besitz der französischen Könige Ludwig XIV. und später Ludwig XVI., wurde aber im Laufe der Französischen Revolution gestohlen und verschwand für einige Jahre aus der Zeitgeschichte.
Erst 1830 gab es wieder eine mögliche Spur, als in England ein ungeschliffener blauer Diamant zum Verkauf angeboten wurde. Der britische Bankier und passionierte Juwelensammler Henry Philip Hope erwarb diesen Stein für 18.000 Pfund. Später wurde der berühmte Diamant nach seiner Familie benannt, die ihn über 50 Jahre besaß. Nach dem Tod Hopes führten seine drei Neffen einen erbitterten Kampf um seine Juwelensammlung.
Nach jahrelangem Rechtsstreit bekam Henry Thomas Hope den Hope-Diamanten und sieben weitere Juwelen zugesprochen. In seinem Besitz wurde der blaue Diamant 1851 in der Great Exhibition in London und 1855 in der Exposition Universelle in Paris ausgestellt. Nachdem auch Henry Thomas Hope verstorben war, erbte seine Frau Adele das kostbare Schmuckstück. Diese besaß ihn 24 Jahre lang, bevor sie starb.
Der nachfolgende Besitzer war Lord Francis Hope, der Enkel von Adele und Henry Thomas Hope. Er geriet durch seinen üppigen Lebenswandel in die Schulden. Das Verkaufen des Steins war für ihn vorerst nicht möglich, weil dieser durch die Erbbedingungen seiner Großmutter vor der Verpfändung geschützt war. Er zog daraufhin vor Gericht, um einen Beschluss für den Verkauf des Diamanten zu erwirken. Dieser erging erst im Jahre 1901, als seine damalige Ehefrau May Yohé ihn schon tatkräftig finanziell unterstützt hatte. Nachdem der Diamant 1902 verkauft worden war, verließ seine Frau ihn und ließ sich scheiden.
Durch Lord Francis Hopes Verkauf gelangte der Diamant in den Besitz von Pierre Cartier, der ihn an Evalyn Walsh McLean weiterverkaufte, diese besaß ihn über 30 Jahre, ehe sie 1947 starb.
Zwei Jahre später wurde der amerikanische Juwelier Harry Winston der neue Besitzer. Er schickte den Diamanten mit einem versicherten Postpaket am 8. November 1958 der Smithsonian Institution in Washington, D.C., als Geschenk. Im National Museum of Natural History kann der Stein bis heute betrachtet werden.
Heute wird der Wert des Diamanten auf etwa 200 bis 250 Millionen Dollar geschätzt.

## Legenden
Einer Legende nach gehörte der Diamant zur Statue der indischen Gottheit Vishnu. Als ihr die Kostbarkeit gestohlen wurde, soll die Gottheit den künftigen Eigentümern Unglück prophezeit haben. Ludwig XV. trug ihn und starb angeblich an den Pocken. Ludwig XVI. und Marie-Antoinette trugen ihn und endeten unter dem Fallbeil.
Tatsächlich wurde der Finder Tavernier nicht, wie es die Legende berichtet, von wilden Tieren zerrissen, sondern starb im Alter von über 80 Jahren an einer Erkältung. Ludwigs XIV. Amtszeit gehörte zu den längsten in der Geschichte, er herrschte, nachdem er in den Besitz des Diamanten gekommen war, noch über 40 Jahre. Dem Namensgeber selbst blieb das Unglück überhaupt fern.
Evalyn Walsh McLean, immer als schlimmstes Beispiel für den Fluch genannt, erlitt zwar schwere Schicksalsschläge, die aber entweder vor dem Erwerb stattfanden oder aber dem damals üblichen Lebensstil reicher Menschen (Alkoholismus, Scheidung) oder der Todesstatistik entsprachen. Während der ersten acht Jahre des jahrzehntelangen Besitzes fand überhaupt kein Schicksalsschlag statt. Der Ehemann ihrer tragisch verstorbenen, einzigen Tochter war bereits zweifach verwitwet, bevor auch seine fünfte Frau starb, ohne jemals im Besitz des Diamanten gewesen zu sein. Walsh McLean starb schließlich selbst an einer damals nicht ungewöhnlichen Lungenentzündung.

## Farbe und Phosphoreszenz
Die bläuliche Färbung des Steins wird hauptsächlich durch einen geringen Anteil an Bor hervorgerufen, das den Kohlenstoff an wenigen Positionen des Kristallgitters ersetzt, wodurch eine Lichtabsorption im sichtbaren Bereich des elektromagnetischen Wellenspektrums auftritt, genauer gesagt im gelben Wellenlängenbereich, der Komplementärfarbe von Blau.
Lange Zeit dachte man, der Hope sei der einzige Diamant, der zur Phosphoreszenz in der Lage sei. Über einen Zusammenhang zum oben genannten Fluch des Hope-Diamanten wurde ebenfalls spekuliert. Neuesten Untersuchungen zufolge sind jedoch alle blauen Diamanten in der Lage „nachzuglühen“, der Hope-Diamant sticht hierbei jedoch durch seine intensive rötliche Phosphoreszenz, die bis zu einer Minute anhalten kann, hervor. Diese wird vermutlich ebenfalls durch Bor im Zusammenspiel mit Stickstoffatomen verursacht, die ebenfalls zu einem geringen Teil im Kristallgitter verteilt sind. Dabei findet zwischen Bor und Stickstoff ein Elektronenaustausch statt, der über Zwischenschritte zuvor vom eingestrahlten Licht initiiert wurde. Dadurch werden die Boratome negativ und die Stickstoffatome positiv geladen, der Austausch stellt einen Ladungsausgleich her, und die beim Austausch freiwerdende Energie kann als rötliche Strahlung beobachtet werden.

## Bildung
Einer 2020 veröffentlichten Studie zufolge könnte der Diamant mehr als 660 Kilometer unter der Erde, im unteren Erdmantel, gebildet worden sein. Das wäre mehr als dreimal so tief wie bei den meisten anderen Diamanten.

## Dokumentarfilm
- Der Fluch des Hope-Diamanten. Dokumentarfilm und Doku-Drama, USA, Großbritannien, 2010, 43 min., Buch und Regie: Mark Radice, Simon Berthon, Produktion: Blink Films, Off the fence, Smithsonian Channel, ZDF, arte, Channel 4, National Geographic, NHK, Phoenix deutsche Erstausstrahlung: 1. Juni 2011 bei arte, Inhaltsangabe von arte.

## Filmische Rezeption
- In dem Spielfilm Titanic von James Cameron spielt ein Diamant eine wichtige Rolle, genannt das „Herz des Ozeans“. Es wird erwähnt, dass er mehr wert sei als der Hope-Diamant.
- In der South-Park-Folge Obama’s Eleven wird der Diamant im Stile von Ocean’s Eleven von einem Diebesteam um Barack Obama und John McCain gestohlen.
- In der Fernsehserie Leverage behauptet die Diebin Parker, sie habe „aus Langeweile“ den Diamanten gestohlen und zurückgebracht.
- Die 5. Staffel der Fernsehserie White Collar handelt von der Suche nach dem angeblichen Zwilling des Hope-Diamanten.
- In dem Film Zombieland: Doppelt hält besser fungiert der Diamant als Verlobungsring der Figuren Columbus und Wichita.
- Im Anime Black Butler (Staffel 1) wurde der Diamant gespalten, um seinen Fluch zu brechen. Einen Splitter trägt der Hauptcharakter Ciel in Form eines vererbten Rings am Finger.
- In The Last Man on Earth (Staffel 2, Episode 9) gibt Tandy den Hope-Diamanten an Phil, um ihn als Geschenk an Erica zu geben.
- In The Vampire Diaries (Staffel 4, Episode 14) wird erwähnt, dass der Grabstein Silas‘ durch Kalzifiziertes Blut einer Hexe mehr wert sei als der Hope-Diamant
- In der Episode Diamantenrausch (engl. OT: Little Games, Staffel 5, Episode 96) der Fernsehserie Magnum von 1985, die von einem nächtlichen Diebstahl während einer Juwelenausstellung auf Hawaii handelt, erwähnt der Privatdetektiv Thomas Magnum den Hope-Diamanten im Gespräch mit einer Versicherungsvertreterin über berühmte Schmuckhändler.